# Chrołowice
Chrołowice est un village de Pologne, situé dans la gmina de 	Drohiczyn, dans le Powiat de Siemiatycze, dans la voïvodie de Podlachie.

## Histoire
Selon le recenssement de la commune de 1921, ont habité dans le village 162 personnes, dont 137 étaient catholiques, 12 orthodoxes, et 13 judaïques. Parallèlement, 143 habitants ont déclaré avoir la nationalité polonaise, 13 la nationalité juive et 1 un autre. Dans le village, il y avait 24 bâtiments habitables.

## Source
- (en) Cet article est partiellement ou en totalité issu de l’article de Wikipédia en anglais intitulé « Chrołowice » (voir la liste des auteurs).